# 五ヶ谷村 (三重県)
五ヶ谷村（ごかだにむら）は三重県多気郡にあった村。現在の多気町の西端、櫛田川の中流右岸にあたる。

## 地理
- 山岳：烏岳
- 河川：櫛田川、朝柄川、小朝柄川、濁川、下津又川、中津又川、上津又川

## 歴史

### 村名の由来
『勢陽五鈴遺響』によると、「五箇」（五ヶ）とは古江村・朝柄村・車川村・土屋村・色太村の5村の総称であり、通称「五ヶ谷」と呼ばれていたことに由来する。

### 沿革
- 1889年（明治22年）4月1日 - 町村制の施行により、多気郡古江村・朝柄村・片野村・波多瀬村・車川村・土屋村・色太村の区域をもって五ヶ谷村が成立。
- 1955年（昭和30年）4月15日 - 多気郡丹生村と新設合併して勢和村が発足。同日五ヶ谷村廃止。

## 地域

### 教育
- 五ヶ谷村立丹生村学校組合立篠山中学校[3]